# 莫斯曼 (雪梨)
33°50′S 151°15′E / 33.833°S 151.250°E

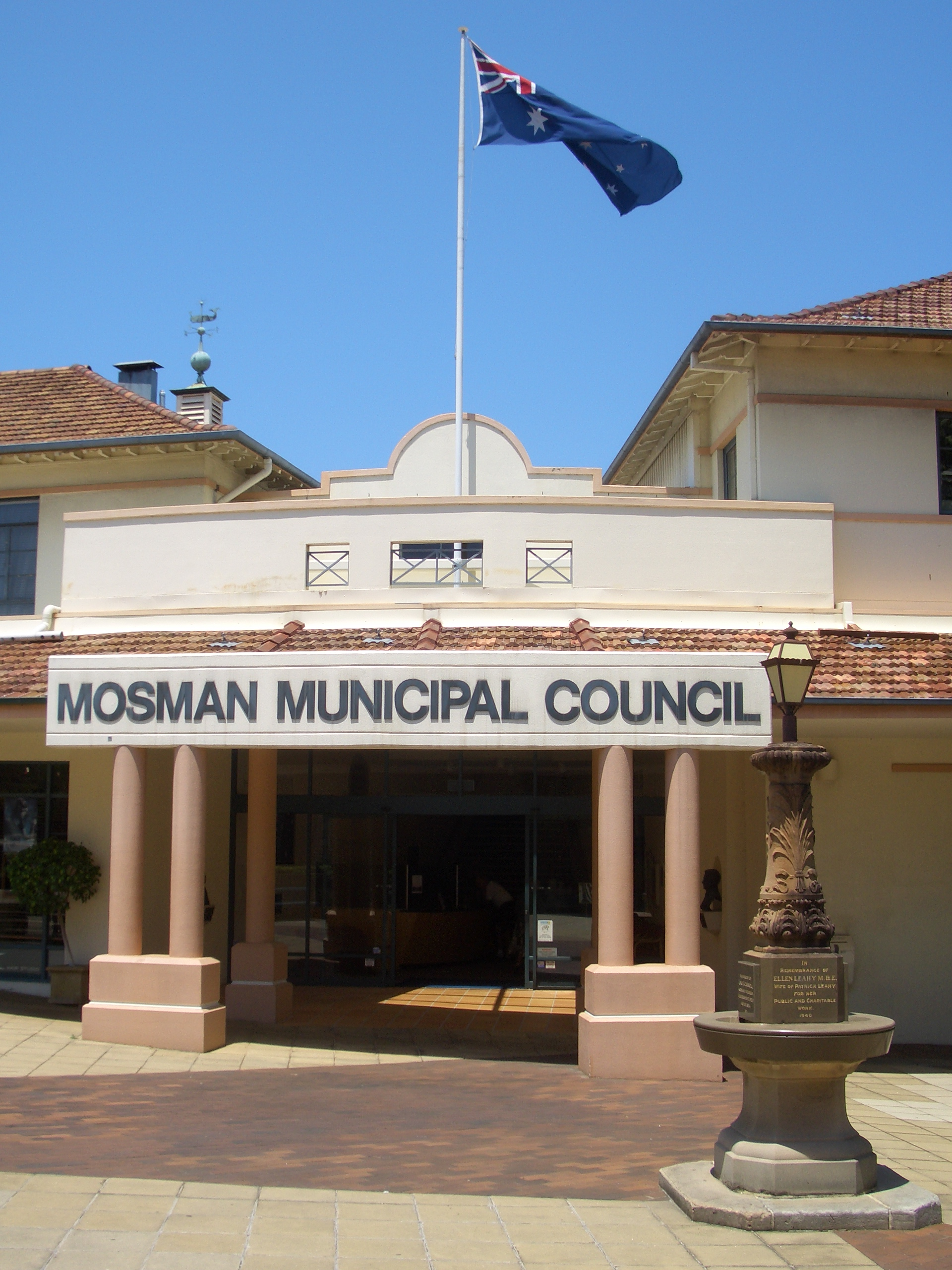
莫斯曼自治市議會（市政府）建築

莫斯曼自治市是澳大利亞的一個地方政府，乃雪梨地區的重要衛星城市之一。

## 人文
根據澳大利亞統計局資料，
2006年6月30日莫斯曼自治市有居民28,414人是新南威爾斯州內人口數排名第70大城，比例佔州內總人口6,827,694的0.42%。2007年6月，《雪梨晨鋒報》指出，莫斯曼居民的工資收入為澳大利亞第一，每年個人平均是10.84萬澳幣，與3年前相較，成長了30%。

## 市議會
莫斯曼自治市議會有議席9座，分由3個選區，各選出3位議員，市長非直選。

## 姊妹市
莫斯曼與同州的格伦因尼斯結為雙子城。